# Han-lès-Juvigny
Han-lès-Juvigny é uma comuna francesa na região administrativa de Grande Leste, no departamento de Meuse. Estende-se por uma área de 5,44 km². Em 2010 a comuna tinha 123 habitantes (densidade: 22,6 hab./km²).